# Henry Every

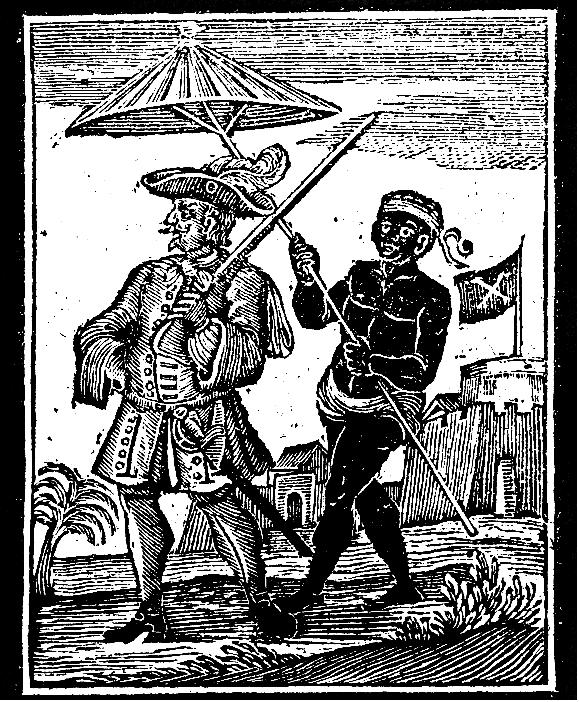
Grabado en madera de A General History of the Pyrates (1725) que muestra a un hombre esclavizado escoltando al capitán Avery.

Henry Every o Henry Avery (Devon, c. 1659 - desaparecido en 1699) fue un pirata conocido como Avary John, Ben Long y Benjamin Bridgeman. Es más famoso por ser aparentemente uno de los pocos grandes capitanes piratas en retirarse con su botín sin ser arrestado o muerto en batalla. Era un genio del engaño. Apodado "El rey de los piratas" por sus contemporáneos, fue en su momento el bucanero más buscado del mundo.

## Infancia
Poco se sabe de sus primeros años pero la mayoría de los especialistas coincide en que nació cerca de Plymouth (Devonshire, Inglaterra) a finales de la década del 1650, si bien existe una carta firmada por el mismo bajo el nombre de Henry Every tampoco se sabe con certeza si su apellido se deletreaba "Avery" o si incluso se llamaba Benjamin Bridgeman.
Las primeras referencias claras sobre Every son su alistamiento juvenil en la Marina Real durante su adolescencia para luego servir en diversos buques de la Royal Navy. Al parecer se embarcó con la flota inglesa bombardeando Argel en 1671, bucanero en el mar Caribe, y capitaneando un carguero. A inicios de 1690 se dedicó al comercio de esclavos del Atlántico, comprando esclavos en la costa de África occidental.
En 1694 reaparece en los registros históricos como primer oficial del barco Charles II de la empresa británica Spanish Expedition Shipping, que tenía por objetivo organizar expediciones con el fin de saquear los tesoros de los barcos españoles hundidos en el Caribe.
Según se cree en una de esas expediciones mientras se realizaba una parada de abastecimiento en A Coruña, Every lideró un motín que se originó a causa de salarios atrasados y puso rumbo a la isla de Madagascar, iniciando así su carrera como pirata.

## Carrera de piratería
Según los datos recopilados por Steven Johnson en su libro Un pirata contra el capital la elección de Madagascar como base fue debido a la popularidad de la isla como refugio de piratas pero también servía como base para realizar ataques a barcos tesoreros que peregrinaban a La Meca por el océano Índico, según las fuentes de las épocas fue en uno de estos ataques donde obtendría el mítico botín.
Luego de saquear dos corsarios daneses y uno francés, Henry Every puso la mira en la flota del emperador mogol Aurangzeb y liderando una flota de alrededor de 400 hombres consiguió hacerse con el barco escolta Fath Mahmamadi y con las más de 60 000 libras esterlinas que llevaba a bordo. 
Posteriormente llevaría a cabo el último y más grande golpe por el que pasaría a la posteridad, el ataque al buque insignia del emperador mogol, el llamado Ganj-i-Sawai. Las estimaciones indican un botín de aproximadamente 200 000 libras (veinte millones de euros al día de hoy) lo que bien le podría valer el título de «el delincuente más rico de la historia». 
Every se convertiría en el hombre más buscado del Reino Unido, pero nada se supo de él luego del asalto a la flota de Aurangzeb. Lamentablemente, no se tiene mucha constancia de sus primeros años y su vida posterior a dicho ataque. 
Si bien fue dado como desaparecido cuando estuvo cerca de ser apresado, es muy probable que haya vivido lejos de su país de origen, probablemente pudo haberse dirigido hacía Nasáu o hacía alguna de las colonias americanas, disfrutando del tesoro obtenido por su carrera como pirata.

## Bandera
Aunque no hay relatos fiables sobre la bandera de Avery, hay dos teorías: De acuerdo con la balada "Una copia de versos", la bandera pirata de Henry era de color rojo con cuatro galones de oro. Sin embargo, no hay pruebas fiables de que Avery navegase con esa bandera.
Una calavera blanca de perfil con un pañuelo y un pendiente, por encima de un aspa de dos tibias cruzadas blancas, en un campo negro. La fuente original en el que aparece por primera vez esta bandera no se conoce, pero no aparece en las publicaciones hasta la década de 1920 o principios de 1930. La bandera contradice a la generalmente aceptada y creada por el francés Emanuel Wynne que fue el primero en utilizar el cráneo y las tibias cruzadas en 1700. Por otra parte, los pendientes y los pañuelos generalmente no se asocian con los piratas hasta la obra de Howard Pyle en el 1880, por lo que es casi seguro que esta bandera es una invención del siglo XX.

## Cultura popular
- En el videojuego Uncharted 4: El desenlace del ladrón la trama gira en torno a la búsqueda del tesoro perdido de Henry Avery, haciendo referencias a él como fundador de Libertalia, una utopía pirata, junto con Thomas Tew y otros diez piratas.
- El libro Un pirata contra el capital Steven Johnson relata la aventura de Henry Every, capitán del Fancy, atacó y se apoderó de un barco que regresaba a la India desde La Meca. TURNER, 2020 - ISBN: 978-84-17866-23-5

- Datos: Q456882
- Multimedia: Henry Every / Q456882